# Daniel Defoe
Pour les articles homonymes, voir Foe.
Œuvres principales
- Robinson Crusoé (1719)
- Heurs et Malheurs de la fameuse Moll Flanders (v. 1722)

Daniel Defoe ([dᵻˈfəʊ]) ou Daniel de Foë, de son vrai nom Daniel Foe, est un aventurier, commerçant, agent politique et écrivain anglais, né vers 1660 à Londres et mort le 24 avril 1731 dans la Cité de Londres. Il est notamment connu pour être l’auteur de Robinson Crusoé et de Heurs et malheurs de la fameuse Moll Flanders. Il serait également celui se cachant derrière le nom du capitaine Charles Johnson, mystérieux auteur de l'ouvrage Histoire générale des plus fameux pirates publié en 1724, cette hypothèse étant contestée.

## Biographie
Daniel Defoe est probablement né Fore Street à Londres, dans la paroisse de St. Giles du borough Cripplegate. La famille de Daniel Defoe est originaire des Flandres. Son père, James, qui tient une boutique de chandelles dans le quartier populaire de Cripplegate, est un protestant, membre d'une église puritaine, les presbytériens. En 1673, il confie l’éducation de son fils au révérend Charles Morton (en), qui dirige près de Londres une institution privée à Newington Green, académie dissidente qui le prépare à la carrière de ministre presbytérien.
Entrepreneur à partir de 1682, Daniel Defoe s'occupe de diverses affaires pendant vingt ans : commerce (bonneterie de gros, tuilerie), spéculation, politique. Il fait faillite à plusieurs reprises, ce qui lui vaut plusieurs séjours en prison, comme la prison de la Fleet le 29 octobre 1692 après une faillite retentissante (17 000 livres de dettes).
Appartenant au parti des whigs et des non-conformistes, il combat dans plusieurs pamphlets virulents le gouvernement impopulaire de Jacques II d'Angleterre, et prépare de tout son pouvoir la Glorieuse Révolution de 1688. Il jouit de quelque faveur auprès de Guillaume III d’Orange, et obtient alors des emplois lucratifs. Il propose à Robert Harley, comte d’Oxford et speaker de la chambre des Communes, un projet de services secrets, l’ébauche d’une police politique qui donnerait au gouvernement un état de l’opinion publique.
Sous le règne de la reine Anne, il est condamné en 1703 au pilori et à la prison pour avoir écrit Le plus court chemin pour en finir avec les dissidents, un pamphlet contre l’intolérance de l’Église anglicane,. Il publie, depuis la prison de Newgate, la Weekly Review, une revue d'actualité qui a une grande diffusion, entre 1704 et 1713 et finit par être éditée trois fois par semaine dès 1705.

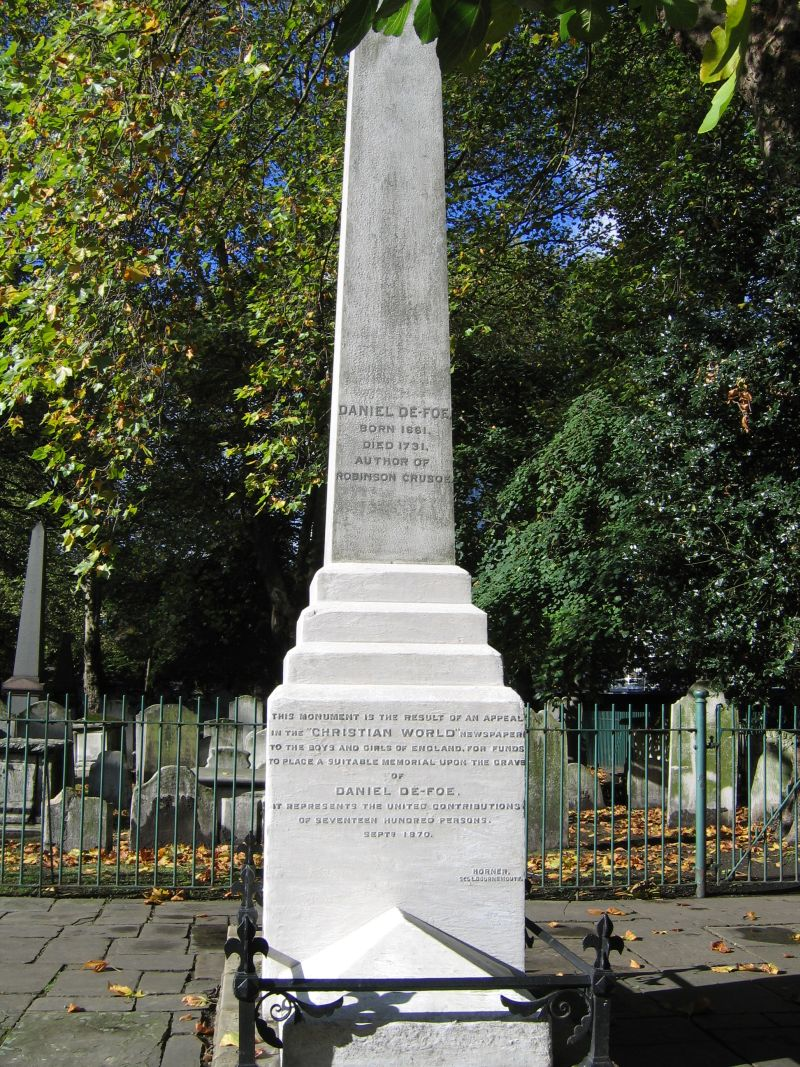
Mémorial réalisé par Samuel Horner et érigé en l'honneur de Defoe grâce à une souscription du journal Christian World au cimetière de Bunhill Fields de Londres où il fut inhumé.

Une fois que Defoe a retrouvé sa liberté, Harley l'envoie dans tout le pays durant l’été 1704 sous le pseudonyme d’Alexander Goldsmith. Deux années plus tard, le même Harley lui confie la tâche capitale de travailler à l’union de l’Écosse et de l’Angleterre. Il s’agissait de se rendre à Édimbourg pour préparer les négociations pour l’union des parlementaires anglais et écossais. Defoe, presbytérien comme beaucoup d’Écossais, devient rapidement un « ami de l’Écosse » et réussit dans cette mission. D’autres missions lui seront confiées par la suite en tant qu’agent secret. Il organise l’infiltration réussie des jacobites, les partisans des Stuarts, qui conspirent pour la restauration de cette maison. C’est lui également qui avertit en 1717 le ministre Charles Townshend, de l’imminence d’une insurrection dans laquelle est impliquée la Suède. Des pamphlets lui ayant attiré de nouveau la disgrâce, il fut alors dégoûté de la politique et ne s’occupa plus que de littérature.
Son roman le plus célèbre, Robinson Crusoé (1719), raconte la survie d'un naufragé dans une île déserte. Il se serait inspiré de l'aventure d'Alexandre Selkirk, un marin écossais qui aurait débarqué sur l'île inhabitée de Más a Tierra (archipel Juan Fernández) où il a survécu de 1704 à 1709. D'autres sources évoquent l'histoire d'Henry Pitman comme inspiration pour le récit.
Il publie dans les quinze dernières années de sa vie plusieurs ouvrages originaux qui obtiennent pour la plupart beaucoup de succès : L'Instituteur de famille, 1715, qui a connu une vingtaine d’éditions ; la Vie et les Aventures de Robinson Crusoé, 1719 ; la Vie du capitaine Singleton ; Histoire de Duncan Campbell, — de Moll Flanders, — du colonel Jack, — de Roxana ; Mémoires d’un cavalier, 1720-1724 ; Histoire politique du Diable, 1726 ; Système de magie, 1729.
Defoe écrivit un récit sur la grande peste de 1665 à Londres, Journal de l’année de la peste (1720), Mémoire d’un cavalier, et une histoire picaresque, Moll Flanders (1722) sur la chute et la rédemption finale d’une femme seule dans l’Angleterre du XVIIe siècle. Elle apparaît comme une prostituée, bigame et voleuse, commettant l’inceste, qui parvient à garder la sympathie du lecteur. Un personnage comparable est dépeint dans Lady Roxana ou l'Heureuse Catin.
Ses nombreux livres sont des témoignages précieux sur le développement économique, social, démographique et culturel de l'Angleterre et l'Écosse du tournant des années 1700.
Robinson Crusoé a été traduit dans un grand nombre de langues. La première traduction française, par Thémiseul de Saint-Hyacinthe et Justus van Effen, paraît dès 1720. La plus fidèle traduction française reste probablement celle de Mme Amable Tastu, publiée en 1833. C'est celle de Pétrus Borel qui connaît, jusqu'en 2020, le plus grand nombre de rééditions.
Daniel Defoe meurt le 24 avril 1731, d'une cause inconnue.

## Œuvres
- Essais sur divers projets – An Essay upon Projects, 1695 ou 1697 : très en avance sur son époque, D. Defoe y prônait l’éducation « des femmes et des filles » ;
- L'Anglais bien né – The True-born Englishman, 1701 : pamphlet ;
- The History of the Kentish Petition, 1701 ;
- La plus courte façon d'entrer en dissidence – The Shortest Way with the Dissenters, 1702 ;
- L'Hymne au pilori – Hymn to the pillory, 1703 ;
- La grande tempête – The Storm, 1704 ; Ed. Classiques Garnier, 2025. Etude d'une tempête qui ravagea le Royaume Uni en novembre 1703.
- Histoire de l'Union – History of the Union, 1709 ;
- Trilogie Robinson Crusoé :
  - Robinson Crusoé – The Life and Strange Surprizing Adventures of Robinson Crusoe, of York, Mariner (Robinson Crusoe), 1719 : le roman s'inspire de la vie d'un marin écossais, Alexandre Selkirk, abandonné à sa demande sur une île déserte (Archipel Juan Fernández) au large du Chili, en 1705 (ce qui avait alors suscité une vive indignation en Grande-Bretagne) ;
  - Les Nouvelles Aventures de Robinson Crusoé – The Farther Adventures of Robinson Crusoe, 1719 ;
  - Serious Reflections During the Life and Surprising Adventures of Robinson Crusoe: With his Vision of the Angelick World (en), 1720, série d'essais écrits par le personnage de Robinson Crusoé sur divers sujets ;
- Mémoires d'un Cavalier – Memoirs of a Cavalier, 1720 ;
- Captain Singleton, 1720 ;
- Heurs et malheurs de la fameuse Moll Flanders – The Fortunes and Misfortunes of Moll Flanders (Moll Flanders), 1722 : inspiré par un personnage historique, « Moll la coupeuse de bourse » ;
- Journal de l'Année de la peste (en) – A Journal of the Plague Year, 1722 : un compte rendu fictif de la grande peste de Londres de 1665, vécue par Henry Foe, l'oncle de Daniel Defoe alors que ce dernier n'était âgé que de cinq ans.
  - (fr) Henri Mollaret (préf.), Francis Ledoux (trad.), Paris, Gallimard, 1982,  (ISBN 2-07-037372-X) (coll. Folio, n° 1372), 378 p.
- Colonel Jack, 1722 ;
- Lady Roxana ou l'Heureuse Catin – The Fortunate Mistress, 1724 : histoire d'une aventurière de grand chemin ;
- A New Voyage Round the World by a Course Never Sailed Before, 1724[15] ;
- A Tour Through the Whole Island of Great Britain, 1724-1727 ;
- The Complete English Tradesman, 1725-1727 ;
- Satan's Devices; Or, The Political History of the Devil, Ancient and Modern, 1726 ; réédition, Davies & Eldridge, 1829, dessins de G.M. Brighty, gravures de T. Wallis
- Robinson Crusoé, éditions illustrées :
  - par Newell Coners Wyeth, Cosmopolitan, 1920, 14 ill.[réf. nécessaire] ;
  - par Valdemar Andersen, sans date ;[réf. nécessaire]
  - par Christophe Rouil, 1993 ;[réf. nécessaire]
  - par Pavel Zilak, Grund, 2000.[réf. nécessaire]

### Autres œuvres attribuées
- Histoire générale des plus fameux pyrates – A General History of the Pyrates, 1724-1728 : signé du capitaine Charles Johnson, cet ouvrage est fréquemment attribué à Defoe. Il rassemble trente-huit récits prétendument historiques sur la piraterie dont un sur la République de Libertalia. Des recherches historiques menées au début des années 2000 laissent cependant supposer que l'auteur serait plutôt le journaliste anglais Nathaniel Mist (en), bien qu'une contribution de Defoe ne soit pas à exclure[16].
- Livre ancien: Histoire des pirates anglois depuis leur établissement dans l’île de la Providence, jusqu'à présent, contenant toutes leurs aventures, pirateries, meurtres, cruautés & excès. Avec la vie & aventures des deux femmes pirates Marie Read & Anne Bonny, et un extrait des loix, & des ordonnances concernant la piraterie. Traduite de l'anglois du capitaine Charles Johnson, Daniel Defoe (1661-1731) ou Charles Johnson, Édition : Utrecht : Jaques[réf. nécessaire] Broedelet, 1725.